# Фајнманов дијаграм
Фајнманови дијаграми, у теоријској физици, представљају сликовне приказе математичких израза који описују понашање субатомских честица. Схема је добила име по свом проналазачу, америчком физичару Ричарду Фајнману, а први пут је уведена 1948. године. Интеракција субатомских честица може бити комплексна и тешка за интуитивно разумијевање. Фајнманови дијаграми дају једноставну визуализацију оног што би иначе била тајанствена и апстрактна формула. Како Дејвид Кејзер пише, „од средине двадесетог вијека, теоријски физичари су се све више окретали овом алату за помоћ у предузимању критичних калкулација”, а такође и „Фајнманови дијаграми су револуционисали скоро сваки аспект теоријске физике”. Иако се дијаграми примарно примјењују на квантну теорију поља, могу се користити и у другим пољима, као што је теорија чврстог стања.
Фајнман је користио интерпретацију позитрона Ернста Штекелберга као да се ради о електрону који се креће уназад у времену. Према томе, античестице се на Фајнмановим дијаграмима приказују као кретање уназад по временској оси.
Израчунавање амплитуде вјероватноће у теоријској физици честица захтијева коришћење прилично великих и компликованих интеграла са великим бројем промјењивих. Ови интеграли имају, међутим, правилну структуру и могу се графички представити као Фајнманови дијаграми.
Фајнманов дијаграм је допринос одређене класе путања честица, које се спајају и раздвајају, како је описано дијаграмом. Прецизније и технички, Фајнманов дијаграм је графички приказ пертурбативног доприноса транзиционој амплитуди или корелационој функцији квантно механичке или статистичке теорије поља. У склопу канонске формулације квантне теорије поља, Фајнманов дијаграм представља термин у Виковој експанзији пертурбативне S-матрице. Алтернативно, интегрална формулација квантне теорије поља представља транзициону амплитуду као отежану суму свих могућих историја система од почетног до коначног стања, у смилсу или честица или поља. Тада је транзициона амплитуда дата као матрични елемент S матрице између почетног и коначног стања квантног система.